# 克勒达
克勒达（德語：Kölleda，1927年之前拼写为，發音：[ˈkœləda] ⓘ）是德国图林根州瑟默达县的城市，面积89.52平方千米，2023年12月31日人口为6,465人。2012年12月31日，市镇大蒙拉并入克勒达。2019年1月1日，市镇拜希林根并入克勒达。